# Parsberg
Parsberg je majhno nemško mesto v Oberpfalzu na severovzhodu zvezne dežele Bavarske, severovzhodno od Münchna med Regensburgom (45 km) in Nürnbergom (65 km) ob Zvezni avtocesti (BAB 3/A 3, izhod 94).